# 諏訪忠礼
諏訪 忠礼（すわ ただあや）は、江戸時代末期の大名、明治時代前期の華族。信濃諏訪藩の第10代（最後）の藩主、同藩初代（最後）知藩事。

## 生いたち
嘉永6年（1853年）正月13日に諏訪頼威（諏訪左源太神人部頼威、第8代藩主諏訪忠恕の三男）の次男に生まれた。慶応4年（1868年）2月8日、高島藩主で伯父に当たる忠誠の婿養嗣子となった。同年5月15日の養父の隠居により家督を継いだ。
明治元年（1868年）の戊辰戦争において諏訪藩は新政府軍に加わり、甲州勝沼の戦いや北越戦争・会津戦争に参戦した。
明治2年（1869年）の版籍奉還で知藩事となり、明治4年（1871年）の廃藩置県で高島県知事となった。
同年11月20日、高島県廃止と共に免官され、東京へ移った。明治11年（1878年）10月10日に若くして死去した。享年26。家督は養父の忠誠が再び相続した。

## 系譜
父母
- 諏訪頼威（実父）
- 諏訪忠誠（養父）

正室
- 直姫 ー 諏訪忠誠の娘